# Шилинка (Красноярский край)
Шилинка  — поселок в Сухобузимском районе Красноярского края  в составе Борского сельсовета.

## География
Село находится в левобережной части района примерно в 19 километрах по прямой на запад-северо-запад от села Сухобузимское.

## Климат
Климат континентальный с продолжительной холодной зимой и относительно жарким коротким летом. Среднемесячная температура воздуха в январе от -14˚С до -28˚С, в июле от 12˚С до 21˚С. Температура наружного воздуха в разрезе года 0,5˚С. Абсолютная минимальная температура воздуха -53˚С, абсолютная максимальная 38˚С. Средняя наиболее холодного периода -22˚С. Период со среднесуточной температурой воздуха ≤  8˚С составляет 235 суток. Продолжительность периода со среднесуточной 0˚С составляет 168 суток. Продолжительность безморозного периода составляет 120 суток. Средняя дата последнего заморозка весной 10 июня, дата первого заморозка осенью 7 сентября. Количество осадков за год составляет 429 мм. Средняя дата образования и разрушения устойчивого снежного покрова 12 ноября и 28 марта. Средняя высота снежного покрова за зиму 42 см. 

## Население
| 2010 |
| ---- |
| 822  |

Постоянное население составляло 833 человека в 2002 году (90% русские), 822 в 2010

## История
Образован в 1942 году Красноярским краевым управлением НКВД как отделение подсобного хозяйства «Борск». Заселялся ссыльнопоселенцами, которых после раскулачивания с семьями высылали на постоянное поселение, и другими административно ссыльными. В 1954 году хозяйство стало филиалом учебно-опытного хозяйства «Миндерлинское» при Красноярском сельскохозяйственном институте.

## Инфраструктура
Имеется средняя школа, фельдшерско-акушерский пункт, клуб.В черте поселка психоневрологический комбинат на 325 клиентов.